# Al-Dschinn
Al-Dschinn (arabisch الجن, DMG al-Ǧinn ‚Die Dschinn‘) ist die 72. Sure des Korans, sie enthält 28 Verse. Die Sure gehört zu den Teilen des Korans, die in der zweiten mekkanischen Periode offenbart wurden (615–620). Ihr Titel bezieht sich auf den ersten Vers. Die Sure zerfällt in zwei Teile: die Verse 1 bis 15 enthalten ein Glaubensbekenntnis der Dschinn, die Verse 16 bis 28 eine Ermahnung an die Menschen.
Dschinn sind eine Kategorie von Wesen, die zwischen den Menschen und den Engeln stehen. Sie sind aus Feuerflammen erschaffen worden. Sie besitzen eine subtilere Körperlichkeit als die Menschen, pflanzen sich aber fort und sind gleichfalls sterblich, denn der Koran spricht von ihren vergangenen Generationen. Sie haben die Fähigkeit, Gottes Stimme zu hören und sind vernunftbegabte Wesen. Unter ihnen gibt es Gläubige und Ungläubige. Wie die Menschen sind sie dem Gericht Gottes unterworfen. In Vers 14 und 15 wird ausgesagt, dass die Gläubigen unter ihnen belohnt und die Ungläubigen bestraft werden.